# Tumbleweeds (Comicstrip)
Tumbleweeds ist ein amerikanischer Comicstrip von Tom K. Ryan. Der Autor, der als TK Ryan signierte, erzählt komische Episoden aus dem Wilden Westen, indem er moderne Probleme in dieses Szenario der Vergangenheit transferiert.

## Inhalt
Die Geschichten der Comicstrips spielen in der Wild-West-Kleinstadt Grimy Gulch, dem Dorf der Poohawk-Indianer und einem nahen Fort der US-Kavallerie. Titelfigur ist der Cowboy Tumbleweeds, der versucht sein Leben möglichst anstrengungslos zu halten und sich treiben lässt. Und er will auf keinen Fall Hildegard Hamhocker heiraten, die jedoch hinter ihm her ist. Seine beiden Pferde sind Blossom, oft schlafend, und der meist betrunkene Epic. Der Bösewicht im Ort ist Snake Eye, der Vieh stiehlt oder beim Kartenspielen betrügt.

## Entstehung und Veröffentlichung
Während Tom K. Ryan als freier Zeichner arbeitete, begeisterten ihn besonders die alten Western-Geschichten. Mit Tumbleweeds schuf er dann eine Serie, in der er die Genreklischees einsetzte und parodierte. Im September 1965 eingeführt, wurde der Streifen zunächst über Jahrzehnte vom Register and Tribune Syndicate und später vom King Features Syndicate veröffentlicht. Nach 42 Jahren zog sich Ryan zurück und brachte Tumbleweeds am 30. Dezember 2007 zum Abschluss. Die Strips erschienen auch gesammelt in 21 Bänden sowie zusätzlich 1994 einem Best-Of-Band.
In Deutschland erschien 1970 ein einzelner Tumbleweeds-Band mit dem Titel Heiße Colts als Band 11 der Buchreihe Aar-Cartoon. Unter dem Titel Hill-Billy lief Tumbleweeds 1975 und 1976 in Zack. In Italien erschien die Serie mit sechs Sammelbänden.
1978 wurde einer der Strips von Filmation für die Serie Fabulous Funnies verfilmt. Wegen Streitigkeiten um die Rechte blieb es jedoch bei einem einzelnen Auftritt in der ersten Folge. 1980 folgte ein weiterer kurzer Auftritt von Tumbleweeds in einer Folge der Serie The Fantastic Funnies. Im MGM Grand Adventures Theme Park wurde eine Attraktion nach Vorlage der Stadt Grimy Gulch und es entstanden zwei Bühnenstücke zu Tumbleweeds: eine Show in Las Vegas und 1983 ein Musical, das vor allem durch High Schools getourt ist.